# 柴崎俊光
柴崎 俊光（しばさき としみつ、1984年11月5日 - ）は、三重県を登録地とする競輪選手。日本競輪学校（当時。以下、競輪学校）第91期生。実弟の柴崎淳も同じく競輪学校91期生の競輪選手。師匠は佐久間重光（競輪学校第41期生）。

## 来歴
三重県立朝明高等学校では浅井康太（競輪学校第90期生）と同期生。その後中央大学に進んだが、2005年、同大学を中退して競輪学校に弟の淳とともに入学。在校競走成績は18位（18勝）。
2006年7月8日、大津びわこ競輪場でデビューし初勝利を挙げた。2012年、名古屋競輪場で行われた共同通信社杯競輪で決勝に進出（5着）。